# FishBase
FishBase är ett globalt informationssystem och uppslagsverk om all världens fiskar. I december 2019 fanns uppgifter om närmare 34 300 fiskarter, 326 500 populärnamn, 59 900 bilder, och 56 700 litteraturreferenser.
FishBase är förankrat i ett konsortium bestående av Naturhistoriska riksmuseet (Stockholm), Aristotelesuniversitetet (Thessaloníki), WorldFish Center (George Town, Pinang), FN:s livsmedels- och jordbruksorganisation (Rom), Fisheries Centre, University of British Columbia (Vancouver), Helmholtz-Zentrum für Ozeanforschung (Kiel), Muséum national d'histoire naturelle (Paris), Museum voor Midden-Afrika (Tervuren), och Zhōngguó shuǐchǎn Kēxuéyánjiūyuàn, den kinesiska akademin för fiskevetenskap (Peking). Konsortiet följer utvecklingen av FishBase och är strategiskt rådgivande.
FishBase bygger på ett system utvecklat av den franska marinbiologen Daniel Pauly och tyska biologen Rainer Froese på 1980-talet. Tanken var att bygga en databas med relevant information för fiskeribiologer i utvecklingsländer. Under 1990-talet växte projektet och FishBase innehåller nu all slags information om alla fiskar. Grundtanken är densamma – att utan kostnad för användaren tillahandahålla strukturerad information om fiskar – och även om användargruppen växt är i synnerhet fiskeribiologer i utvecklingsländer fortfarande en viktig målgrupp. 
FishBase databas bygger på publicerad information, och referensen lagras ihop med data. För datainmatningen svarar i synnerhet WorldFish personal i Los Baños i Filippinerna, men forskare och andra fiskintresserade världen över bidrar i hög grad till att bygga databasen. I juni 2014 fanns 2130 medarbetare registrerade.

## Distribution
FishBase finns tillgänglig på CD och DVD, men den huvudsakliga användningen sker genom internet-versionen. Den nås genom flera speglingar, bland annat fishbase.se vid Naturhistoriska riksmuseet, och har omkring 33 miljoner träffar per månad spridda över 700 000 webbesökare. Sedan 6 december 2013 finns även möjlighet att mot en avgift ladda ned hela databasen till en lokal dator, för att på så vis kunna använda FishBase utan vare sig internetuppkoppling eller optiskt lagringsmedium.

## Speglingar
FishBase databas nås direkt via http://www.fishbase.org (ett belastningsbalanseringssystem), eller speglingarna:
- Sverige: FishBase.se
- Tyskland: FishBase.de
- Frankrike: FishBase.fr
- Folkrepubliken Kina: FishInfo.cn
- Taiwan: FishBase.tw

Det finns ett flertal registrerade adresser som inte leder till FishBase, bland dem fishbase.cn, fishbase.dk och fishbase.eu med flera. Många av dessa är inte registrerade av FishBase-konsortiet.

## Forum, blogg och FishWatcher
FishBase erbjuder ett urval community-tjänster. 
- FishBase Forum är välbesökt och en bra webbplats för att snabbt få svar på frågor om fiskar.
- FishBlog är nystartad 2007 och innehåller blandad information om FishBase och annat fiskrelaterat.
- FishWatcher är ett rapporteringssystem där alla kan rapportera in t.ex. sina sportfiskar, och också bidra med bilder.

## FishBase Sweden
FishBase Sweden är det svenska FishBase-sekretariatet, baserat vid Naturhistoriska riksmuseet. FishBase Sweden tillkom 2003 på särskilda medel från Miljödepartementet. Gruppen består idag av Sven O. Kullander (projektledare), Bodil Kajrup, Ann-Katrin Gustafsson och Bo Fernholm. I Sverige märks FishBase Sweden framför allt genom de årliga FishBase Symposium som hållits sedan 2003.